# Ghannouch
Ghannouch (arabe : غنوش) est une ville tunisienne située à quelques kilomètres au nord de Gabès.
Rattachée au gouvernorat de Gabès, elle constitue une municipalité comptant 28 051 habitants en 2022.
Adossée à une oasis, elle est un centre de commercialisation agricole important. En effet, l'oasis bénéficie d'une culture irriguée intensive avec des parcelles plantées de palmiers-dattiers (avec un rendement de 35 kilos par arbre), d'arbres fruitiers (grenadiers, abricotiers, pêchers, pruniers, etc.) et des cultures maraîchères ou herbeuses (luzerne, légumes divers, en particulier l'oignon, dont l'oasis de Ghannouch est le premier producteur du pays).
La ville partage avec Gabès une importante zone industrialo-portuaire étendue le long du golfe de Gabès. Elle abrite en particulier un complexe chimique extrêmement polluant du fait notamment d'une usine de traitement des phosphates qui rejette du phosphogypse nocif pour la faune et la flore marines.
La Société tunisienne de l'électricité et du gaz prévoit d'y inaugurer en 2011 une centrale électrique d'une capacité de production de 400 MW fonctionnant au gaz naturel. Ce projet est réalisé en partenariat avec Alstom.